# Gemfibrozil
Il gemfibrozil è un farmaco ipolipidemizzante della classe dei fibrati.

## Farmacodinamica
Il meccanismo d'azione del gemfibrozil al momento non è stato ben identificato.
Esso è in grado di stimolare l'azione della lipoprotein lipasi la quale idrolizza le lipoproteine contenenti trigliceridi (VLDL e chilomicroni). Esso, inoltre, è in grado di diminuire la sintesi epatica delle VLDL e di aumentare quella delle apolipoproteine A I ed A II e delle frazioni 2 e 3 delle lipoproteine ad alta densità (HDL).
Ciò si traduce in una diminuzione dei livelli dei trigliceridi sierici, un moderato abbassamento delle lipoproteine a bassa densità (LDL) ed un lieve aumento delle HDL.

## Farmacocinetica
Il gemfibrozil è ben assorbito dopo somministrazione orale e presenta una biodisponibilità prossima al 100% lievemente modificata dall'assunzione di cibo per cui si consiglia di assumerlo circa mezz'ora prima dei pasti. Dopo un'assunzione d'una dose di 600 mg due volte al giorno si raggiunge un picco di concentrazione compreso tra 15–25 mg/ml.

Nel plasma si trova legato alle proteine (97%) ed in buona parte all'albumina mentre la porzione libera diffonde nell'organismo in maniera ampia. Il gemfibrozil presenta un volume di distribuzione di circa 9-13 l.

Il metabolismo del composto avviene principalmente a livello epatico tramite processi di ossidazione che danno luogo principalmente ad una forma idrossilata e ad una carbossilata.

Il 70% del farmaco assunto viene coniugato nel fegato con acido glucuronico e, sotto questa forma, viene rilasciato nelle urine. Per il resto, si può trovare nelle urine in forma non modificata e nelle feci.

## Usi clinici
Il gemfibrozil viene utilizzato, in associazione a misure non farmacologiche, soprattutto nelle dislipidemie caratterizzate da un aumento dei trigliceridi e/o una diminuzione delle HDL (in particolare nei casi di ipertrigliceridemia di tipo IIa, IIb, III, IV, V e non in quelle di tipo I). In caso di aumento delle LDL si preferisce, invece, far ricorso alle statine vista la loro azione più marcata rispetto ai fibrati che vengono utilizzati come seconda scelta.
In terapia si utilizza un dosaggio compreso tra i 900 ed i 1200 mg al giorno (sebbene solo sulla dose da 1200 mg/die esistano dati sulla riduzione della morbidità). Generalmente si assumono due dosi giornaliere di 600 mg mezz'ora prima dei pasti. Una tale dose è utilizzabile anche in persone anziane ma non in bambini nei quali il prodotto, per la mancanza di dati in merito, è controindicato.

In caso d'insufficienza renale lieve si può utilizzare una dose di 900 mg/die ed effettuare successive valutazioni. Il gemfibrozil è controindicato, invece, in caso d'insufficienza renale grave.
Vista la presenza di alcuni possibili effetti avversi (vedi oltre) è bene addestrare la persona ricevente il trattamento ad individuare possibili sintomi di miopatia (mialgie e dolorabilità diffusa) e monitorare periodicamente i livelli di creatinfosfochinasi. Bisogna, inoltre, valutare periodicamente i livelli ematici dei lipidi, il valore dell'emocromo e della formula linfocitaria nonché la funzionalità epatica.

È bene cambiare il trattamento qualora esso non sortisca effetti entro tre mesi.
Per mancanza di dati in merito, l'uso del gemfibrozil in gravidanza o durante l'allattamento viene sconsigliato.

## Effetti avversi
Gli effetti avversi più comuni (7% dei casi) che si possono verificare in persone in terapia con gemfibrozil sono d'ordine gastrointestinale i quali tendono a recedere col proseguire del trattamento: dispepsia, dolori addominali, nausea, vomito, stipsi o diarrea e flatulenza. Altri effetti avversi piuttosto comuni comprendono: cefalea, vertigini, senso d'affaticamento, eczema e esantema cutaneo.

Raramente possono comparire problematiche quali: trombocitopenia, anemia, leucopenia, eosinofilia, ipoplasia midollare, fibrillazione atriale, capogiri, offuscamento della visione, eccessiva sonnolenza diurna, nevrite periferica, riduzione della libido, impotenza, pancreatite, appendicite, alterazioni della funzionalità epatica, ittero, colelitiasi, colecistite, prurito, alopecia, dermatiti, artralgia, sinovite, mialgia, miastenia, miopatia, rabdomiolisi, angioedema, fotosensibilità, edema della laringe ed orticaria.
Il gemfibrozil è controindicato in persone con problemi d'ipersensibilità al prodotto o ai suoi eccipienti, con insufficienza epatica o renale o con malattie della colecisti e/o delle vie biliari (inclusa la colelitiasi). È da ricordare anche la controindicazione in persone che abbiano manifestato fotosensibilità in precedenti terapie con fibrati o che stiano assumendo repaglinide.

## Interazioni
Da studi in vitro pare che il gemfibrozil sia in grado d'inibire diversi tipi di citocromi: CYP2C8 e CYP2C9 (soprattutto), CYP2C19, CYP1A2, UGTA1 ed UGTA3.

A causa della probabile interazione col citocromo CYP2C8 bisogna evitare la contemporanea assunzione di repaglinide in quanto i suoi livelli plasmatici possono aumentare fino ad 8 volte con conseguente rischio d'ipoglicemia.
Per la stessa motivazione bisogna fare attenzione all'uso concomitante di rosiglitazone i cui livelli possono aumentare di 2-3 volte.
Essendo stati riportati casi d'ipoglicemia in persone che assumevano composti ipoglicemizzanti è bene prestare attenzione ai livelli di glucosio ematici in caso d'uso di tali prodotti.
Il gemfibrozil, inoltre, è in grado di alterare la farmacocinetica di alcune statine (simvastatina, lovastatina, pravastatina e rosuvastatina) aumentandone la AUC (area under the curve).
Il farmaco è in grado di potenziare l'azione degli anticoagulanti orali e di aumentare assai i livelli plasmatici di bexarotene.
L'assunzione in parallelo di composti a base di resine (ad esempio il colestipolo) può diminuire la biodisponibilità del gemfibrozil per cui è bene attendere un opportuno lasso di tempo (almeno 2 ore) prima di assumerlo.
A causa dell'aumento del rischio di miopatia il gemfibrozil non deve essere assunto assieme alle statine.